# Czerwony Mars
Czerwony Mars (tyt. oryg. Red Mars) – powieść fantastycznonaukowa amerykańskiego pisarza Kima Stanleya Robinsona. Pierwszy tom trylogii marsjańskiej.
Powieść ukazała się w 1993, polskie wydanie, w tłumaczeniu Ewy Wojtczak, wydało wydawnictwo Prószyński i S-ka w 1998 w serii Fantastyka. Powieść otrzymała nagrody: Nebula i BSFA w 1993.

## Fabuła
Ziemianie na początku XXI wieku kolonizują Marsa. Powieść opisuje dramatyczne losy pierwszych osadników na Czerwonej Planecie. Ludzie przeprowadzają gigantyczne eksperymenty na ekosferze planety, a międzynarodowe korporacje finansowe knują zbrodnicze spiski.